# Sebastián Fox Morcillo
Sebastián Fox Morcillo (Sevilla, 1526/28-1559?) fue un erudito y filósofo español.

## Biografía
Había nacido en Sevilla, procedente de una familia de origen converso[cita requerida]; estudió humanidades, latín y griego en España, completando su formación en Lovaina. En los Países Bajos permaneció el resto de su vida, plenamente dedicado a escribir sobre temas filosóficos, hasta que Felipe II lo designó como maestro de pajes. Varios autores señalan que pudo morir en un naufragio cuando regresaba a España para ocupar dicho puesto, o bien huyendo de la Inquisición por su contacto con círculos protestantes. Lo cierto es que su hermano Francisco, que había participado con un epigrama latino en unas justas poéticas en Sevilla, murió en la hoguera el 24 de septiembre de 1559 acusado de luterano junto con otros frailes del monasterio de San Isidoro del Campo. Sebastián, que unos meses antes había empeñado a Benito Arias Montano unos libros que no recuperó, nada pudo hacer por él y falleció poco después.

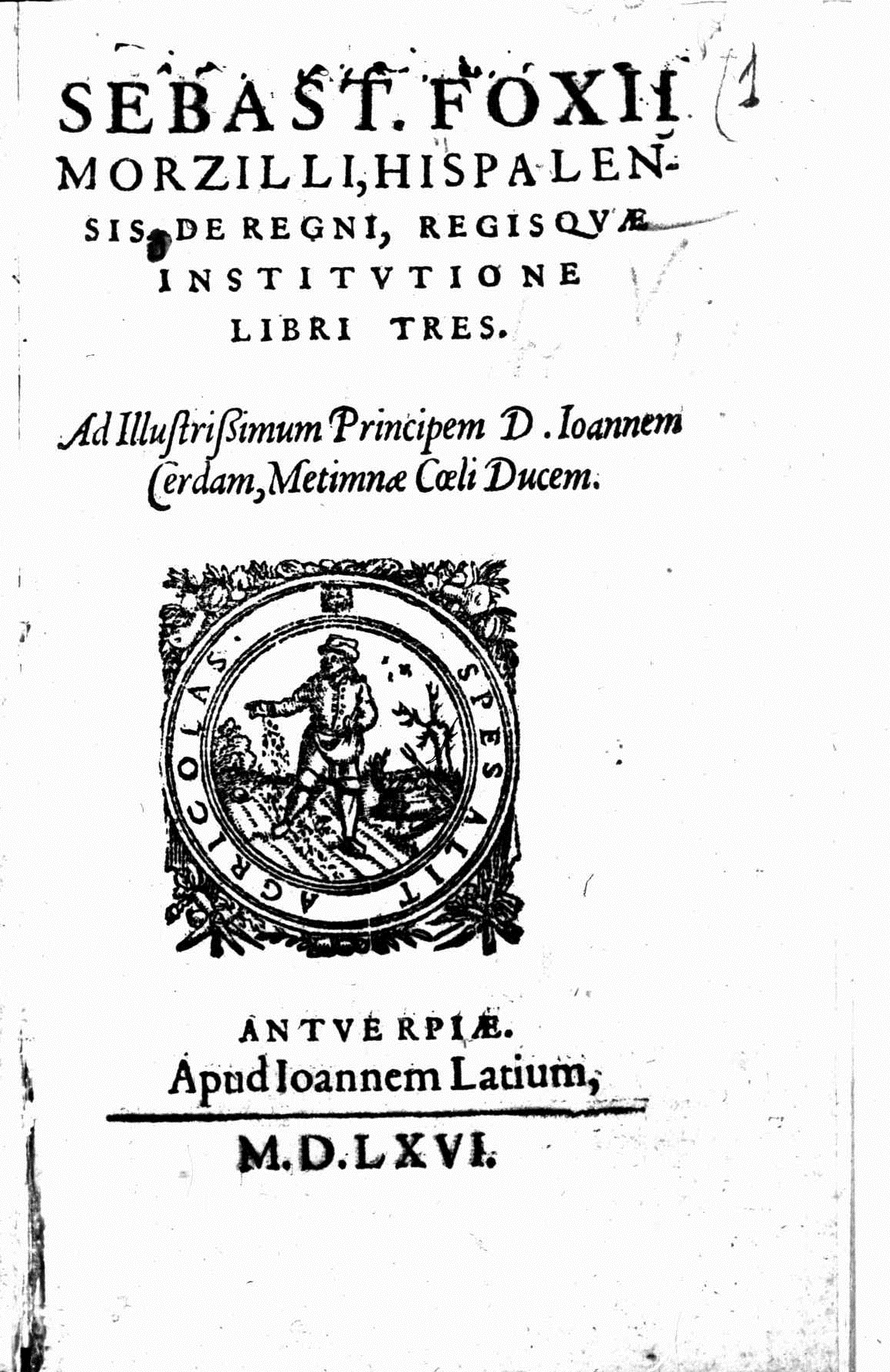
De regni regisquae institutione, 1566

## Obras
Es autor de dieciséis obras entre las que se encuentran cuatro diálogos (De imitatione seu de informandi styli ratione, Amberes, 1554, De juventute, Basilea, 1556, De regni regisque institutione, Amberes, 1556 y De historiae institutione dialogus); comentarios a Platón (Comentatio in decem PLatonis libros de República, 1556; In Platonis Timaeum comentarii, 1554); y dos discursos (De honore, Basilea, 1556 y De Philosophici studii ratione, Lovaina, 1554. También escribió tratados de diversas materias: De demostratione, iusque necessitate ac vi (Basilea, 1556), De usu et exercitatione Dialecticae (1556) y De naturae philosophia seu de Platonis et Aristotelis consensione, libri V, Lovaina 1554.
La obra más importante desde el punto de vista filosófico es De naturae philosophia, seu de Platonis et Aristotelis consensione, que obtuvo verdadera fama en su época, pues en poco tiempo se hicieron varias ediciones (París, 1560; Wittemberg, 1594). Aunque con inclinación claramente armonista -expresada ya en el título-, Morcillo no puede sustraerse de su simpatía por Platón.